# Margitta Sonke
Margitta Sonke war eine deutsche Schauspielerin, die von 1954 bis 1968 aktiv war. 

## Leben und Karriere
Sonke war zunächst als Kinderdarstellerin und in Teenagerrollen aktiv. Sie spielte in verschiedenen Spielfilmen wie Der Raub der Sabinerinnen, Der gestiefelte Kater, Friederike von Barring und Zwei Herzen im Mai mit. 
In dem westdeutschen Märchenfilm Der gestiefelte Kater (1955) spielte sie unter der Regie von Herbert B. Fredersdorf die Hauptrolle, den „seltsamen“ Kater Hinz, der dem Müllerssohn Heinrich (Harry Wüstenhagen) als einziges Erbe verbleibt.
Sie wurde 1965 als Enkelin Inge der von Iska Geri verkörperten Oma Haberkorn in der ZDF-Familienserie Oma ist noch besser bekannt. In der TV-Fassung des Musicals Prairie-Saloon von Lotar Olias (1966) war sie die junge Judy, die Nichte der Hauptfigur Mrs. Pennywater (Loni Heuser).
In ihren beiden letzten Filmen verkörperte sie junge Frauen, so die 18-jährige Konfektionsnäherin Angela Sandau, die aus schlichten Verhältnissen stammt und nach einem Einbruch im Erziehungsheim landet, in dem „kunstgewerblichen, pseudomoralischen“ Filmdrama Das Geständnis eines Mädchens (1967) an der Seite von Günter Pfitzmann (als Conny, der frühere Chef von Angela Sandau). Ihre schauspielerische Laufbahn endete 1968 mit dem 2-teiligen ZDF-Fernsehspiel Madame Bovary, wo sie die Rolle des Dienstmädchens Felicité übernahm. Die TV-Zeitschrift Funk Uhr widmete Sonkes Darstellung der Magd (gemeinsam mit Karl Lieffen) eine lobende Erwähnung.
Biographische Daten von Sonke sind bis heute nicht bekannt. Anfang der Sechziger Jahre lebte sie in Berlin-Charlottenburg. Das Deutsche Bühnenjahrbuch führt Sonke in der Ausgabe von 1965 als Schauspielerin am Berliner Renaissance-Theater. 

## Filmografie (Auswahl)
- 1954: Der Raub der Sabinerinnen
- 1955: Der gestiefelte Kater
- 1956: Friederike von Barring
- 1957: Zwei Herzen im Mai
- 1965: Oma ist noch besser (Fernsehserie)
- 1965: Jedermannstraße 11: Die Einladung (Fernsehserie, eine Folge)
- 1966: Prairie-Saloon
- 1967: Das Geständnis eines Mädchens
- 1968: Madame Bovary